# 카우어벙거
카우어벙거(영어: Cowabunga)는 1960년대 서핑 문화에서의 속어 중 하나이다. 주요 사용 예로는, 서핑에서 파도를 잘 탔을 때 사용한다.

## 유래
이 말은 1950년대 미국의 어린이 TV 프로그램 《하우디 두디》의 등장인물 치프 선더서드에 의해 사용된 단어 kawabonga에서 유래한다. 1960년대 이 프로그램을 보고 자란 서퍼들이 이 말을 서핑 장소에서 사용하여 어느덧 현재의 단어로서 어형 변화했다.

## 1970년대부터 1990년대까지
다른 미국 어린이 TV 프로그램인 《세서미 스트리트》의 등장인물 쿠키 몬스터는 1970년대에 kowabunga를 감탄사로 사용하게 되었다. 또한 만화 《피넛츠》의 등장인물인 스누피도 이 말을 사용하기 시작한다. 이 말이 사람들 사이에 잘 알려지게 된 계기는 1980년대 후반부터 1990년대 전반에 걸쳐 방송된 애니메이션 프로그램 《닌자 거북이》의 주인공 중 하나인 미켈란젤로가 자주 사용하기 시작한 후부터이다. 또한 1990년대 초반의 애니메이션 《심슨 가족》의 등장인물 중 하나인 바트 심슨의 입고 있던 T 셔츠의 무늬로 2회 등장했다. 프로레슬러 브라이언 힐드브랜드는 이 용어를 링네임으로 사용하기도 했다.

## 현재
현재 이 말은 미국에서 자주 사용되고 있다. 예를 들어, MSNBC 기사에서는 "카우어벙거, 비료는 발전하였다" (Cowabunga: Manure becomes electricity)라는 제목이 붙여졌다.